# دقيقة طينية سكرية أحادية الخلية
دقيقة طينية سكرية أحادية الخلية (الاسم العلمي: Pelomonas saccharophila) هي نوع من البكتيريا، سلبية الغرام، تتبع جنس الدقائق طينية أحادية الخلية.